# Charles Chandler
Charles Rodney Chandler (Arcadia, 23 de julho de 1938 – São Paulo, 12 de outubro de 1968) foi um oficial do Exército dos Estados Unidos e veterano da Guerra do Vietnã.
As organizações de resistência à ditadura militar brasileira o identificaram como espião da CIA.Ele foi então assassinado na cidade de São Paulo, por extremistas de esquerda que integravam a Vanguarda Popular Revolucionária (VPR) e a Ação Libertadora Nacional (ALN).

## Biografia
Bolsista no Brasil da George Olmsted Foundation, para um curso de pós-graduação na Escola de Sociologia e Política da Fundação Álvares Penteado, Chandler serviu na Guerra do Vietnã, onde foi condecorado, como conselheiro militar e participou de mais de 40 batalhas da guerra. Com sua presença no Brasil notada pelas organizações de esquerda, os dirigentes da Vanguarda Popular Revolucionária (VPR) e da Ação Libertadora Nacional (ALN) assumiram que o oficial norte-americano estaria no país para ministrar técnicas de tortura a policiais civis e militares. Segundo Elio Gaspari, em A Ditadura Envergonhada, "O tribunal (dos guerrilheiros) não decidiu matá-lo porque tivesse feito algo de errado, mas porque era americano e era militar. Além disso, estavam a fim de matar alguém que desse publicidade ao terrorismo". Em The Politics of Military Rule in Brazil, 1964-1985, Thomas E. Skidmore afirma que o militar estava no Brasil se preparando para dar aulas de português em West Point, a academia militar estadunidense.
Foi casado e teve quatro filhos.

## Assassinato
Em 1968, as ações de guerrilha urbana perdiam-se no anonimato de seus autores e, muitas vezes, eram até confundidas com as atividades de simples marginais. De acordo com os dirigentes de algumas organizações militaristas, já havia chegado o momento certo para a população tomar conhecimento da chamada luta armada revolucionária em curso, o que poderia ser feito através de uma ação que repercutisse no Brasil e no exterior. Em setembro daquele ano, Marco Antônio Braz de Carvalho, o “Marquito”, homem de confiança de Carlos Marighella – que dirigia o Agrupamento Comunista de São Paulo (AC/SP), futura Ação Libertadora Nacional (ALN) -, e que fazia a ligação com a Vanguarda Popular Revolucionária (VPR), levou para Onofre Pinto (“Augusto”; “Ribeiro”; “Ari”; “Bira”; “Biro”), então coordenador geral da VPR, a possibilidade de realizar uma ação de "justiçamento".
No início de outubro, um “tribunal revolucionário”, integrado por três dirigentes da VPR, Onofre Pinto como presidente e João Carlos Quartim de Moraes e Ladislau Dowbor como membros, condenou o Capitão Chandler à morte.:209
Através de levantamentos realizados pela guerrilheira Dulce Maia, apurou-se, sobre a futura vítima, seus horários habituais de entrada e saída de casa, costumes, roupas que costumava usar, aspectos de sua personalidade e dados sobre os familiares e sobre o local em que residia, numa casa da Rua Petrópolis, nº 375, no tranqüilo e bucólico bairro do Sumaré, em São Paulo.:209 Foi escolhido o grupo de execução, integrado por Pedro Lobo de Oliveira, Diógenes José Carvalho de Oliveira e Marco Antônio Braz de Carvalho, o Markito.

## Promoção e honras
Chandler foi promovido post-mortem ao posto de major e enterrado no cemitério da Academia Militar de West Point.